# Wylde Pak
Wylde Pak ist eine US-amerikanische Zeichentrickserie von Paramount Global. Die Ausstrahlung über Nickelodeon im deutschen Sprachraum soll ab dem 29. September 2025 erfolgen.

## Handlung
In „Wylde Pak“, wo die Halbgeschwister Jack und Lily zum ersten Mal zusammenleben, werden sie aus ihrer Komfortzone gedrängt. Sie lernen, miteinander auszukommen, müssen sich in neuen Familiendynamiken, mit Freunden und endlosen Späßen zurechtfinden und helfen gleichzeitig bei der Führung des familieneigenen Tierpflege- und Tierpensionsbetriebs. Unter Anleitung ihrer Eltern und Großmutter lernen die beiden das bisher getrennte Leben des jeweils anderen, seine gemischte Identität, die lebendige Kultur und die Bedeutung der Familie kennen.

## Charaktere
- Lily Pak: Sie ist eine wettbewerbsorientierte und lebenslustige 11-Jährige.
- Jack Wylde: Er ist Lilys 13-jähriger abenteuerlustiger Halbbruder, der gerade für den Sommer in die Stadt gekommen ist.
- Will Wylde: Er ist der lebenslustige Vater von Jack und Lily.
- Min-Ju Pak: Sie ist Lilys energiegeladene Mutter und Jacks Stiefmutter.
- Halmoni Pak: Sie ist Mins unberechenbare Mutter und Lilys und Jacks fürsorgliche, aber sture Großmutter.
- Alice Kelly: Alice Kelly ist Jack Wyldes leibliche Mutter.

## Synchronisation
|             | Originalsprecher  |
| ----------- | ----------------- |
| Lily Pak    | Nikki Castillo    |
| Jack Wylde  | Benjamin Plessala |
| Will Wylde  | Ben Pronsky       |
| Min-Ju Pak  | Jee Young Han     |
| Halmoni Pak | Jean Yoon         |
| Alice Kelly | Gillian Jacobs    |